# Johann Jakob Wick
Johann Jakob Wick (1522 - 14 de agosto de 1588) fue un clérigo protestante de Zúrich.

## Biografía
Wick vivió en el Zúrich de Heinrich Bullinger, el sucesor de Huldrych Zwingli. Estudió teología en Tubinga y fue pastor de Witikon, en el hospital de la ciudad, y en la Predigerkirche. Después fue canónigo y segundo archidiácono en el Grossmünster. Wick es el coleccionista de la Wickiana.